# Метод вызванной поляризации
Ме́тод вы́званной поляриза́ции (ВП) — метод электроразведки, основанный на изучении возникающих вторичных токов и поляризации в телах под действием первичного электрического и магнитного полей. Используется в основном для поиска вкрапленных руд и подземных вод.

## История метода
Идея использования метода ВП для геологических задач была предложена французским геофизиком Конрадом Шлюмберже. Математическая же база для метода была сформирована в середине XX века Г. Сигелом. В Советском Союзе решающий вклад в развитие метода внесли Ю.П. Булашевич, Б.И. Геннадиник, В.А. Комаров и др.

## Физические основы метода
Под эффектом вызванной поляризации обычно понимают совокупность электрохимических и электрокинетических процессов, происходящих в горных породах под действием электрического тока и сопровождаемых возникновением вторичных ЭДС. Как правило, эти вторичные ЭДС вызванной поляризации возникают на границе раздела жидкой и твердой фаз и создают вторичный ток, который направлен противоположно первичному току.
В состав горных пород входят вещества трёх видов: диэлектрики, ионные проводники и электронные проводники. В зависимости от состава пород проявляется разный механизм ВП:
- в породах с содержанием минералов с электронной проводимостью (магнетит, пирит, халькопирит, угли и др.) возникновение эффекта ВП обычно связывается с энергетическими затратами на изменение двойного электрического слоя (ДЭС) на поверхности зерна и электролиз поровой влаги. Вторичные токи, образующиеся при таком механизме ВП, сопоставимы с первичным током по амплитуде;
- для пород с содержанием минералов, являющихся диэлектриками (большинство породообразующих минералов), ток в основном течёт в ионопроводящей поровой жидкости (флюид, содержащий ионы солей). При перетекании этого ионопроводящего раствора через капилляры в породе возникает локальное изменение его концентрации, которое и вызывает поляризацию. Эффект поляризации в таких породах гораздо меньше.[1]

Метод основан на измерении постепенно уменьшающей разности потенциалов между парой приёмных электродов после выключения источника внешнего электрического поля, вызвавшего поляризацию частиц горных пород. Измерения индуцированной поляризации проводят во временной или в частотной области. Метод вызванной магнитной поляризации (ВМП) использует магнитное поле для индуцирования тока через исследуемый участок.

## Методика проведения работ методом ВП

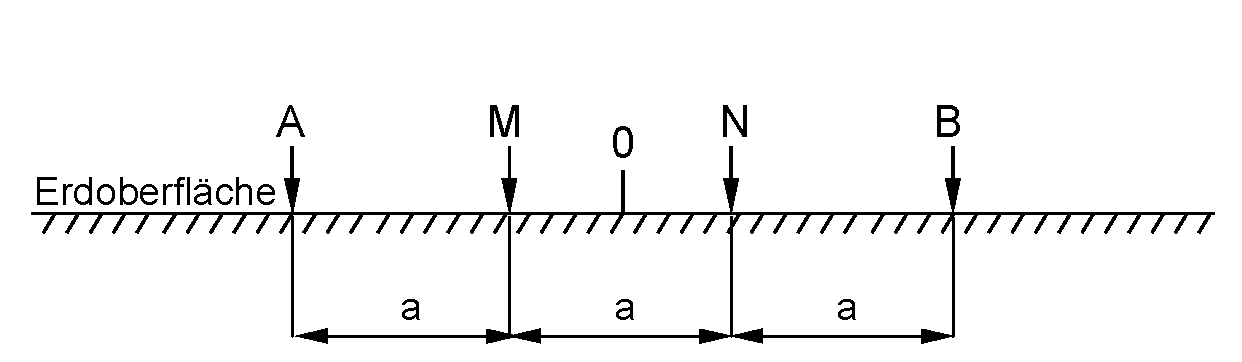
Симметричная четырёхэлектродная установка

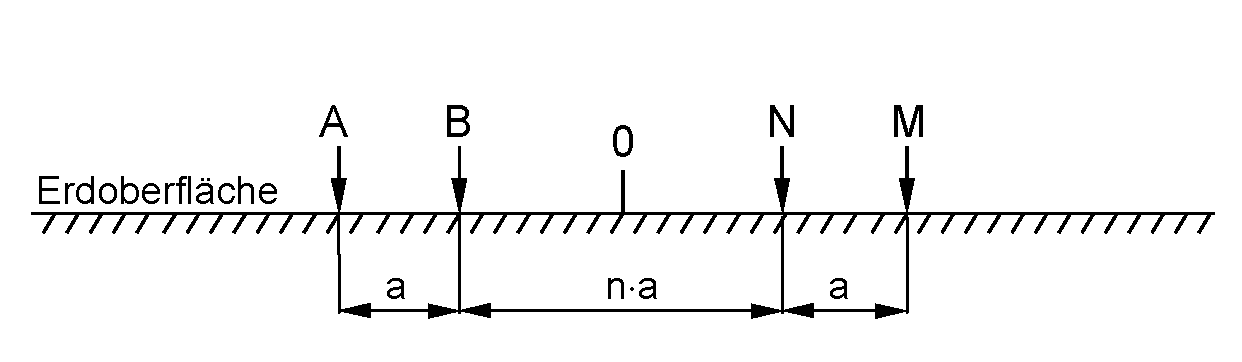
Дипольная осевая установка

Обычно при измерениях методом ВП используют такие же установки, что и в методах сопротивлений, например:
- четырёхэлектродная установка Веннера-Шлюмберже;
- установка срединного градиента;
- дипольно осевая установка;
- ортогональная установка.

Различные установки лучше подходят для решения различных геологических задач, но наиболее часто используют установку срединного градиента. Эта установка существенно снижает трудозатраты, позволяя с одного положения питающих электродов проводить наблюдение по одному или нескольким профилям, находящимся в средней трети линии АВ.